# Edward Kwiatkowski (witrażysta)
Edward Kwiatkowski (ur. 11 listopada 1904 w Szczecinie, zm. 1971) – polski artysta plastyk projektant witraży.

## Życiorys
Urodził się w Szczecinie. Szkołę powszechną ukończył w 1918 w Berlinie-Pankow, dokąd przeprowadzili się jego rodzice w poszukiwaniu pracy. Po powrocie do Polski w 1920 roku został przyjęty do Szkoły Sztuki Zdobniczej w Poznaniu, ale z powodów materialnych nie podjął nauki. W latach. 1921-1923 pracował w magistracie w Gnieźnie a następnie w biurze gazowni w Bydgoszczy. Zamiłowania artystyczne kierują go do podjęcia w latach 1924— 1928 nauki malarstwa dekoracyjnego i witrażowego u Henryka Nostitz-Jackowskiego, który prowadził zakład artystyczny „Polichromia” w Poznaniu. Kwiatkowski po złożeniu celującego egzaminu czeladniczego pracował tam do 1931 roku a następnie osiadł w Bydgoszczy, gdzie prywatnym sumptem w 1935 roku skompletował własny warsztat witrażowniczy i rozpoczął samodzielne wykonywanie ozdobnych oszkleń. W czasie wojny pracował przymusowo jako szklarz w Niemczech. W 1946 roku wraca z Hamburga do Bydgoszczy, gdzie obarczony już rodziną, podejmuje studia artystyczne (początkowo jako wolny słuchacz) na Wydziale Sztuk Pięknych UMK w Toruniu. Następnie przenosi się do Torunia w 1948 roku i organizuje na UMK pracownię witrażowniczą, udostępniając własne narzędzia do wypalania witraży. W 1952 roku obronił dyplom artysty witrażysty pod kierunkiem prof. Stefana Narębskiego. Tematem dyplomu był projekt witraża dla kościoła św. Jana w Toruniu. W późniejszych latach, związawszy się na stałe z Wydziałem Sztuk Pięknych Uniwersytetu Mikołaja Kopernika pracował tam jako asystent i adiunkt. W latach 50. XX w. zorganizował i prowadził Pracownie Konserwacji zabytków w Toruniu.

## Witraże
Znaczące projekty witraży:
- Biblioteka Miejska w Bydgoszczy
- willa Wacława Millera - Bydgoszcz, ul. Markwarta 11
- kościół Św. Trójcy - Bydgoszcz, ul.  Świętej Trójcy 26 (okrągły witraż z przedstawieniem Matki Boskiej Często chowskiej nagrodzony złotym medalem na Wystawie Przemysłowej zorganizowanej z okazji 600-lecia Bydgoszczy)
- Bazylika katedralna św. Jana Chrzciciela i św. Jana Ewangelisty w Toruniu
- Morski Kościół Misyjny Niepokalanego Serca Maryi w Gdańsku - trzy witraże w prezbiterium